# Cyryl Turowski
Cyryl Turowski (ur. 1130/ok. 1110, zm. 1183) – prawosławny biskup turowski, zwany „ruskim Złotoustym”. 

## Życiorys
Wywodził się z bogatej rodziny i otrzymał prywatne wykształcenie na wysokim poziomie (znał język grecki i dobrze zapoznał się z pismami Ojców Kościoła, uczył się również retoryki i historii). Prawdopodobnie po śmierci rodziców postanowił porzucić odziedziczony majątek i wstąpić do monasteru. Życie monastyczne rozpoczynał w monasterze św. Mikołaja w Turowie. Data złożenie przezeń ślubów zakonnych i przyjęcia nowego imienia – Cyryl – jest nieznana. W klasztorze prowadził życie oparte na surowej ascezie, pisał również nowe teksty modlitewne i kazania. Po pewnym czasie został mianowany ihumenem klasztoru, jednak szybko z tej funkcji zrezygnował. Zmienił regułę monasteru, wprowadzając życie cenobityczne w miejsce obowiązującej wcześniej idiorytmii.
Po rezygnacji z kierowania wspólnotą został zatwornikiem i w całkowitym odosobnieniu stworzył cykl komentarzy do kolejnych ksiąg Pisma Świętego. Z czasem zaczął przyjmować do siebie osoby świeckie i innych mnichów, którzy przychodzili do niego po rady duchowe.
W 1158 lub 1169 został biskupem turowskim. Jako zarządzający eparchią kontynuował prace nad pisaniem kazań poświęconych zagadnieniu śmierci i zbawienia, krytyce wykroczeń przeciw etyce chrześcijańskiej, polemice z niektórymi tekstami literatury świeckiej. Dbał również o wykształcenie duchownych i organizację klasztorów. Korespondował z księciem Andrzejem Bogolubskim, w sprawach dotyczących organizacji metropolii kijowskiej. Utrzymywał kontakt listowny z Eufrozyną Połocką.
W nieokreślonym momencie Cyryl uznał, że obowiązki biskupa uniemożliwiają mu całkowite poświęcenie się pracy pisarskiej. Zrezygnował z godności i skupił się wyłącznie na pisaniu kazań na 12 wielkich świąt prawosławia oraz tekstów modlitewnych (głównie pokutnych). Zyskał wówczas przydomek „ruskiego Złotoustego”. Do czasów współczesnych przetrwała jednak tylko niewielka część jego tekstów.
Według tradycji zmarł 28 kwietnia 1183, choć istnieje również pogląd, że żył jeszcze kilkanaście lat w monasterze Świętych Borysa i Gleba w Turowie jako zwykły zakonnik. Został najprawdopodobniej pochowany w tym samym mieście. Natychmiast po jego śmierci zaczął być czczony jako święty mnich. W XIV w. anonimowy autor spisał jego żywot.

## Kult
Kult św. Cyryla występuje w Cerkwi prawosławnej, oraz, mimo braku wpisu w Martyrologium Kościoła katolickiego, jest czczony przez białoruską Cerkiew greckokatolicką.  Jest wspominany w liturgii tego obrządku. Ponadto w Londynie znajduje się parafia  obrządku bizantyjsko-białoruskiego pod jego wezwaniem, formalnie podlegająca jednak pod diecezję Świętej Rodziny w Londynie. 